# ポラロイド

ポラロイド社のロゴ

ポラロイドは、1937年にエドウィン・ハーバード・ランドが創立したポラロイド社（Polaroid Corporation）の略称、または同社が開発したインスタントカメラの通称。

## 概要
ポラロイド社は、拡散転写法によるモノクローム及び拡散転写法による天然色写真術によるインスタントカメラ及び、偏光板（ポーラライザー）及び拡散転写法に係る各種感光材料の製造販売及び拡散転写法用のインスタント写真用各種光学器機の製造販売・立体偏光動立体画像に係る光学機器と感光材料のメーカー、また後述するペターズ・グループ・ワールドワイド（Petters Group Worldwide）社によるポラロイド社の買収時に事業を拡大したデジタルカメラや液晶テレビ、DVDプレーヤーなど情報家電のメーカーでもある。

## 歴史

### インスタントカメラ開発の経緯
ランドの当時3歳の娘が「どうして撮影した写真がその場で見られないの？」との単純な画像形成法の短縮処理に関する疑問を発したときから、ランドは拡散転写法による画像形成の研究開発と解析・光学器機の開発を開始、その後遂に1947年アメリカ光学会で「インスタント拡散転写法画像形成法と撮影器機（アメリカ合衆国特許第 02,435,720号, USP特許番号02435720）」を公開、その場で撮影し印画を画像形成し実験成果を公開した。その実験成果からインスタントカメラを開発し、後にインスタントカメラ自体の代名詞になるまでポラロイドは成長し有名になる。

### 製品の発売

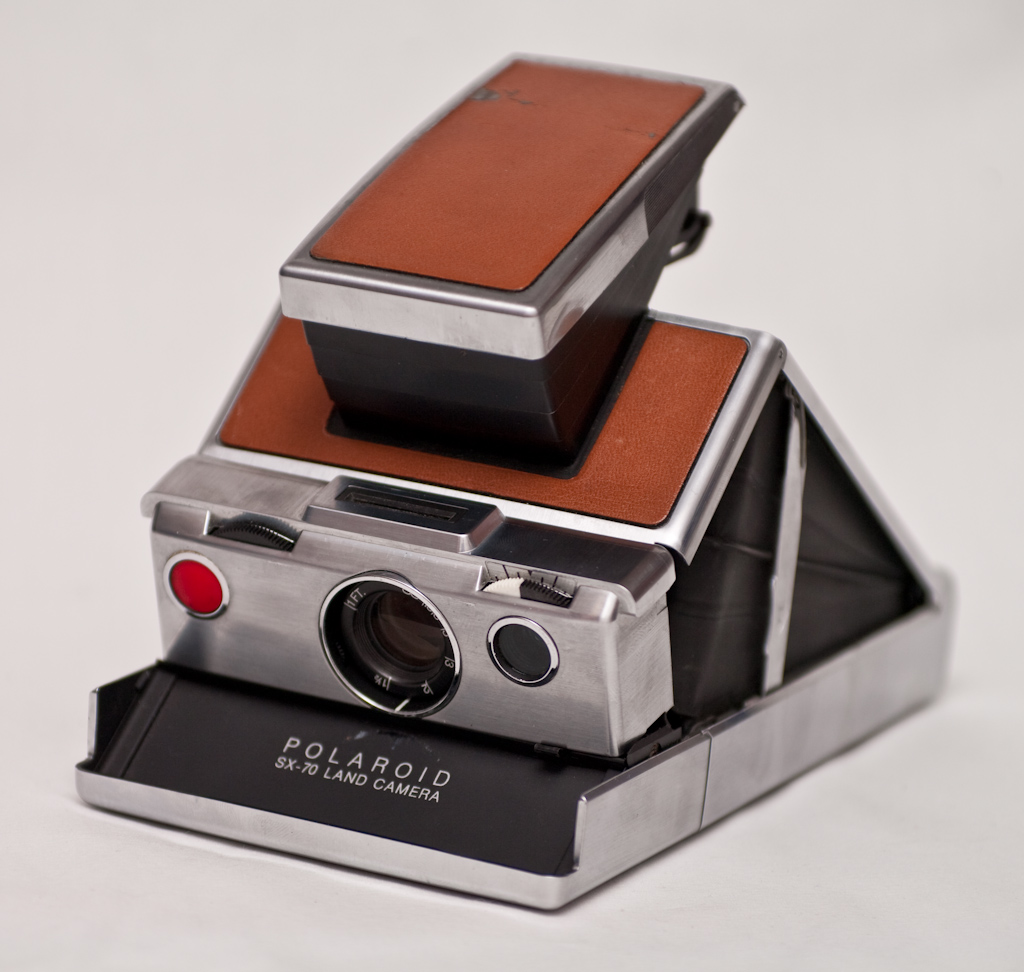
ポラロイドSX-70

- 1948年11月26日 ポラロイド・ランド・カメラ（アメリカ合衆国特許第 02,435,720号）を発売。
- 1960年 ヘンリー・ドレフュス・デザイン社（Henry Dreyfuss）と協働で、オートマチック100型を発売。
- 1965年 ポラロイド・スゥインガー・カメラを、20ドルで発売。ヒット商品となる。
- 1972年 非剥離法拡散転写法天然色写真法カメラSX-70を発売。後年、自動音波光学焦点検知システムによるオートフォーカスを実現。
- 1978年 偏光（ポーラライズド）された動画像の拡散転写法映画法「polavision」を発売。
- 1999年 には、拡散転写法写真の市場の75%を占め、ポラロイドI－ゾーン・インスタント・カメラを開発。
- 2008年 米国内とメキシコ、オランダの工場を閉鎖し、インスタント・カメラ用フィルムの生産から撤退へ。
- 2013年 キッズ向けタブレットRainbow Padを全国のトイザらスにて販売（日本）。
- 2014年 SIMフリースマートフォンPolaSma、LINEAGEの販売を開始（日本）。アクションカメラCUBEの販売開始（日本）。
- 2015年 SIMフリースマートフォンpiguの販売を開始（日本）。

### インスタントカメラの衰退
2000年代に入ってからの急激な消費者のデジタルカメラへの移行の追随に失敗し、2001年10月に約9億4800万ドルの負債を抱えて経営破綻する。2002年7月にはJPモルガン・チェースのプライベート・エクイティ部門であるワン・エクイティ・パートナーズ（One Equity Partners 、以下OEP）に2億5500万ドルで買収される。この期間にOEPはポラロイド社の赤字部門の売却と廃止、米国の連邦倒産法で認められている従業員の年金や健康保険の支払いを放棄するなどリストラを行うと同時に、「ポラロイド」の名称のライセンスなどで売り上げを得た。

### 買収
2005年4月27日にペターズ・グループ・ワールドワイドの子会社であるペターズ・コンシューマー・ブランズ（Petters Consumer Brands ）に4億2600万ドルで買収され、株式非公開企業となった。現在はインスタントカメラに関連する事業の他には情報家電の販売製造事業などを行っている。

### 経営破綻とその後
2008年12月18日、親会社の不正疑惑による財政状況の悪化を受け、連邦倒産法第11章の適用をミネソタ州ミネアポリスの合衆国破産裁判所に申請し、2回目の破綻となった。
また、日本法人の日本ポラロイドは経営・業務を従来どおりのまま行っていたが、2009年9月にポラロイドから日本法人社長伊藤裕太によるMBOを実施、ポラロイドから独立した経営を行い、2010年1月付けで社名を株式会社フロントランナーに変更、現在「ポラロイド」の商標権を持つPLR IP Holdingsからポラロイドブランドの家電製品のライセンス供与による販売継続を計画している。
一方、2009年4月にGordon Brothers GroupとHilco Consumer Captialが合同でポラロイドを買収、この2社とGlobal Industrial ServicesによるコンソーシアムとしてSummit Global Groupが設立され、ポラロイドブランドのカメラ関連製品の5年間の更新権付き独占的生産・販売権を取得、デジタル版インスタントカメラやポラロイドブランドのデジタルカメラの製造・販売を行っている。また生産中止となったポラロイドフィルム復活を目指す有志のプロジェクト「THE IMPOSSIBLE PROJECT」がオランダで発足、オランダにあるポラロイドの工場を10年間使用するリース契約を締結し、（当初はSummit Global Groupとも協力の上だが、その後白紙状態）2010年からの再生産を行っている。
日本でもSummit Global Groupの日本法人としてサミット・グローバル・ジャパン株式会社が設立され、同社が2009年12月よりポラロイドブランドのカメラ関連製品の取り扱いを開始、2010年以降はフィルムタイプのポラロイドカメラの販売の再開を計画していて、2010年4月にポラロイド300「インスタント フィルムカメラ」と「インスタント フィルム」を日本を除いて発売した。しかし、これらは富士フイルムのインスタントカメラ「チェキ」と同等のOEM商品で、ポラロイドSX-70カメラなど、従来のポラロイドのフィルムカメラを使用する商品ではない。これに伴いフロントランナーでのカメラ関連製品の取り扱いを終了。2012年9月より、日本における代理店をサミット・グローバル・ジャパン株式会社からMCJグループのテックウインド株式会社に変更した。2013年11月より日本におけるPolaroid Smart Device商品については、クロスリンクマーケティング株式会社が正規代理店となり販売。2014年12月よりカメラ関連の商品についても、同社が正規代理店となり販売を開始した。しかし、2016年6月2日ソフトバンク コマース＆サービス株式会社に移管し、現在はVISTAL VISION株式会社が輸入代理店となっている。

## 特許権侵害訴訟
マサチューセッツ裁判所（U.S.District Court of Massachusetts ）が1976年4月26日に言い渡した判決において、ポラロイド社の有する12件の特許権を米コダックが侵害している旨の当事者系特許権侵害訴訟に勝訴した。
その後1985年10月11日、75日に亘る侵害訴訟上告審で、7件のポラロイド社の特許権をコダックが侵害している旨の言渡がなされ、約6億ドルの侵害額の損害賠償請求とコダック製品・プラントの差止め等が認められた。

## ポラロイドを扱った作品
- ドラえもん-ひみつ道具にポラロイドインスタントミニチュア製造カメラというものがある。
- ドキュメンタリーTV番組『一流企業:華麗なる失策事例』シリーズ 第1回（ディスカバリーチャンネル）
- 沢田研二「ポラロイドGIRL」- 1989年の第40回NHK紅白歌合戦で本曲の演奏が検討されたが、「ポラロイド」が商標にあたるとして却下され、代わりに同年発売のアルバム「彼は眠れない」に収録された曲である「DOWN」が演奏された[7]。この披露がきっかけで翌年にシングルカット化されることになった。
- 槇原敬之「僕の彼女はウエイトレス」の歌詞に「〜横顔は僕だけのポラロイド」という部分がある。
- 大瀧詠一『君は天然色』の歌詞に「机の端のポラロイド写真に話しかけてたら」という部分がある。
- ポラロイド (映画) - ポラロイドカメラを題材としたホラー映画。2017年制作。
- こどものおもちゃ - 作中で主人公及び登場人物が愛用する程頻繁に登場し、アニメ化の際には同作とタイアップしたポラロイド製のOEM商品がトミー（現・タカラトミー）から発売された。